# Dipoena hainanensis
Dipoena hainanensis är en spindelart som beskrevs av Zhu 1998. Dipoena hainanensis ingår i släktet Dipoena och familjen klotspindlar. Inga underarter finns listade i Catalogue of Life.